# 街の上で
『街の上で』（まちのうえで）は、2021年4月9日に公開された日本映画。東京・下北沢の街を舞台に、古着屋店員の荒川青と周辺の人物を描く群像劇。監督・脚本は今泉力哉、主演は若葉竜也。
キャッチコピーは、「誰も見ることはないけど 確かにここに存在してる」。

## あらすじ
下北沢の街。古着屋で働く荒川青は、付き合っていた川瀬雪の誕生日を祝っている最中に、彼女から浮気したことを告白された上で振られる。雪への未練が残る青だったが、行きつけの飲み屋でマスターや常連と過ごしたり、古書店で店員の田辺冬子と「センシティヴ」な会話を交わしたり、ふらっとライブを観に行ったり、路上で警官に身の上話を聞かされたりしながら暮らしている。
ある日、青は大学生で映画監督の高橋町子から「映画に出演して欲しい」と声をかけられる。演技経験の無い青だったが、逡巡の末に撮影に参加することにし、田辺に演技の練習に付き合ってもらう。撮影では緊張から自然な演技ができなかった青だが、撮影終了後の打ち上げに参加することになり、衣装係の城定イハに話しかけられる。二次会に行くつもりのなかった青は誘われるままイハの自宅へ行き、お互いの交際相手について話す。一方、雪は青が映画の撮影現場で出会った朝ドラ俳優の間宮武と話し合いをしていた。
翌朝、青が帰宅しようとするとイハの三番目の彼氏・国井が現れ、無言で立ち去る。青とイハがコンビニまで歩いていると、雪がマスターと二人で歩いているのに出くわし、そこに国井も加わって、事態は一気に進展する。

## キャスト
荒川青
演 - 若葉竜也
主人公。下北沢の古着屋で働いている。
町子らの自主映画に依頼され出演するが、緊張しすぎてガッチガチの演技をしてしまい、出演場面は全てカットされる。
川瀬雪
演 - 穂志もえか
青の交際相手。物語冒頭で青に自身が浮気をしたこと、交際を解消したいことを告げる。
田辺冬子
演 - 古川琴音
青が通う古書店の店員。青の音楽活動について質問する。店長との不倫について尋ねられて返答を拒絶するが、後日謝罪を受け入れ、青の演技練習に付き合う。
高橋町子
演 - 萩原みのり
美術大学在学中の映画監督。
青に卒業制作の自主映画「Sleep in Reading」への出演を依頼するが、青の出演場面は使えなかったため、本人に了承の上カットする。
映画のお披露目上映会で、青の出演場面を全てカットしたことで、冬子に執拗に責められてしまい、イハに助け船を求める。
城定イハ
演 - 中田青渚
町子が監督をつとめる映画の衣裳スタッフ。関西弁を話す。
映画の撮影の後、町子に打ち上げに誘われ参加するが、町子に放置されていた青と一緒に飲み、自宅に誘う。
町子が青の出演場面を全てカットした理由は演技が下手だったからと冬子にはっきりと答える。
間宮武
演 - 成田凌（友情出演）
町子の映画に出演していた。楽屋で青と出会う。朝ドラに出演したことがある。
ラーメンの女
演 - 村上由規乃
青がラーメン屋「珉亭」で見かける。
茂
演 - 遠藤雄斗
青の働く古着屋を訪れた客。
朝子
演 - 上のしおり
青の働く古着屋を訪れた客。
メンソールの女
演 - カレン
青が訪れたライブハウス「THREE」で出会う。
メンソールの男
演 - 柴崎佳佑
ライブハウスでメンソールの女に煙草を渡す。
ミュージシャン
演 - マヒトゥ・ザ・ピーポー（GEZAN）
ライブで「END ROLL」を弾き語りで披露する。
警察
演 - 左近洋⼀郎（ルノアール兄弟）
ザ・スズナリ前で青に路上喫煙は禁止だと声を掛ける。舞台俳優をしている、血縁関係のない姪に恋心を抱いており、青を相手に心中を吐露する。
マスター
演 - 小竹原晋
「水蓮」のマスター。
五叉路
演 - 廣瀬祐樹
「水蓮」の常連の一人。映画の役作りのためせっかく太っていたのに、別の人に役を取られてしまう。
竹原
演 - 芹澤興人
レコード屋兼カフェCCC（CITY COUNTRY CITY）の店長。
麻里
演 - 春原愛良
CCCの店員。客の美穂から魚喃キリコの漫画の舞台を尋ねられ、下北沢を案内する。
美穂
演 - 未羽
CCCの客。案内してくれることになった店員の麻里と一緒に魚喃キリコの下北沢・聖地巡礼をすることになる。
CCCの客
演 - 前原瑞樹
演 - 西邑匡弘
ヴィム・ヴェンダースが来日したときはこの店に必ず寄るらしいと二人で話す。
好きな作品は「アメリカの友だち」などと楽しく話している。
根岸
演 - タカハシシンノスケ
酒井
演 -  倉悠貴
国井
演 - 岡田和也
イハが別れたいと思っている彼氏。
中川優実
演 - 中尾有伽
町子の映画に出演する。
鷲田権三
演 - 五頭岳夫
町子の映画に出演した老人。控室で出会った青のことを朝ドラ俳優だと勘違いしている。
元関取
演 -  渡辺紘文
五叉路から結果的に役を取ってしまい、謝りたいと「水蓮」を訪れる。
かわなべ（声）
演 - 大橋裕之
青が通う古書店の店長。故人。

## スタッフ
- 監督：今泉力哉
- 脚本：今泉力哉、大橋裕之
- 撮影：岩永洋
- 録音：根本飛鳥
- 美術：中村哲太郎
- 衣裳：小宮山芽以
- ヘアメイク：寺沢ルミ
- 助監督：滝野弘仁、平波亘
- スチール：木村和平、川面健吾
- 音楽：入江陽
- 主題歌：ラッキーオールドサン「街の人」（NEW FOLK / Mastard Records）
- 製作 - 遠藤日登思、K.K.リバース、坂本麻衣
- プロデューサー：髭野純、諸田創
- ラインプロデューサー：鈴木徳至
- 特別協力：下北沢映画祭実行委員会 / 下北沢商店連合会
- 配給協力：SPOTTED PRODUCTIONS
- 制作プロダクション：コギトワークス
- 製作幹事：アミューズ
- 製作・配給：「街の上で」フィルムパートナーズ